# الوجه الثاني
الوجه الثاني (بالبرتغالية: Dupla Identidade‏) هو مسلسل برازيلي.